# Piotr Gontarczyk
Piotr Gontarczyk (ur. 29 kwietnia 1970 w Żyrardowie) – polski politolog, historyk i publicysta, doktor nauk humanistycznych w zakresie nauk o polityce.

## Życiorys
Ukończył studia na Wydziale Dziennikarstwa i Nauk Politycznych Uniwersytetu Warszawskiego, na którym w marcu 2003 na obronił napisaną pod kierunkiem Kazimierza Przybysza pracę doktorską pt. Polska Partia Robotnicza. Droga do władzy w latach 1942–1945, wyróżnioną w 2004 Nagrodą im. Jerzego Łojka. Studiował także w Instytucie Historii UW.
W latach 1998–2005 pracował w Biurze Rzecznika Interesu Publicznego, był m.in. współpracownikiem zastępcy rzecznika, sędziego Krzysztofa Kauby. Od 2006 był zastępcą dyrektora Biura Udostępniania i Archiwizacji Dokumentów Instytutu Pamięci Narodowej. We wrześniu 2007 został mianowany zastępcą dyrektora Biura Lustracyjnego Instytutu Pamięci Narodowej.
Jest autorem kilkuset artykułów i polemik na łamach periodyków naukowych, m.in. w Zeszytach Historycznych, Arcanach, Glaukopisie, Dziejach Najnowszych, „Zeszytach Historycznych WIN-u”, „Biuletynie Kwartalnym Radomskiego Towarzystwa Naukowego”, Biuletynie Instytutu Pamięci Narodowej i roczniku naukowym IPN Aparat Represji w Polsce Ludowej 1944–1989, a także wielu gazet i czasopism, np. „Życia”, „Rzeczpospolitej”, „Gazety Polskiej”, Naszego Dziennika, Polityki, Gazety Wyborczej, Uważam Rze, Do Rzeczy, „Więzi”, Najwyższy Czas!, Tygodnika Solidarność, „Ozonu”, Wprostu i Życia Warszawy.
Jest weteranem korporacji akademickiej „Respublica”. Był wiceprezesem Stowarzyszenia Filistrów Polskich Korporacji Akademickich.

## Życie prywatne
Jest mężem Anety Gontarczyk, członkini Komisji Weryfikacyjnej Wojskowych Służb Informacyjnych. Ma córkę Liwię Aleksandrę.

## Nagrody i odznaczenia
- W 2009 tygodnik „Gazeta Polska” przyznał mu tytuł „Człowieka Roku 2008” za monografię SB a Lech Wałęsa (2008); razem z nim wyróżnienie otrzymał współautor publikacji Sławomir Cenckiewicz[10]
- W lutym 2009, za zasługi w dokumentowaniu i upamiętnianiu prawdy o najnowszej historii Polski, nadano mu Złoty Krzyż Zasługi[11]. W kwietniu 2009 prezydent Lech Kaczyński zmienił to postanowienie i odznaczył go Krzyżem Kawalerskim Orderu Odrodzenia Polski, za wybitne zasługi w dokumentowaniu i upamiętnianiu prawdy o najnowszej historii Polski[12].
- 2010: Wyróżnienie przyznane przez Klub Jagielloński im. Św. Kazimierza dla historyków zajmujących się dziejami najnowszymi w ostatnim 20-leciu[13]

## Wybrane publikacje
- (współautorzy: Marek Jan Chodakiewicz, Leszek Żebrowski) Tajne oblicze GL-AL, PPR. Dokumenty, Tom 1–3, Warszawa: „Burchard Edition” 1997–1999[14]
- Pogrom? Zajścia polsko-żydowskie w Przytyku 9 marca 1936 r. Mity, fakty, dokumenty, Biała Podlaska: „Rekonkwista” – Pruszków: Rachocki i S-ka 2000[15]
- Polska Partia Robotnicza. Droga do władzy 1941–1944, Warszawa: „Fronda” 2003[16] (wyd. 2 – 2013).
- Tajny współpracownik „Święty”: dokumenty archiwalne sprawy Mariana Jurczyka, Warszawa: Arwil 2005[17]
- Kłopoty z historią: publicystyka z lat 1996–2005, Warszawa: Wydawnictwo Arwil 2006[18]
- (współautor: Sławomir Cenckiewicz) SB a Lech Wałęsa, Gdańsk: Instytut Pamięci Narodowej – Komisja Ścigania Zbrodni przeciwko Narodowi Polskiemu 2008[19]
- Nowe kłopoty z historią: publicystyka z lat 2005–2008, Warszawa: Wydawnictwo Prohibita Paweł Toboła-Pertkiewicz 2008[18]
- (redakcja) Marzec 1968 w dokumentach MSW, t. 1: Niepokorni, red. nauk. i wstęp Franciszek Dąbrowski, Piotr Gontarczyk, Paweł Tomasik, wybór Franciszek Dąbrowski, Warszawa: Instytut Pamięci Narodowej – Komisja Ścigania Zbrodni Przeciwko Narodowi Polskiemu, „Niepokorni” 2008[20]
- (redakcja) Marzec 1968 w dokumentach MSW, t. 2: Kronika wydarzeń, red. nauk. i wstęp Franciszek Dąbrowski, Piotr Gontarczyk, Paweł Tomasik, wybór Franciszek Dąbrowski, Paweł Tomasik, Cyprian Wilanowski, Warszawa: Instytut Pamięci Narodowej – Komisja Ścigania Zbrodni przeciwko Narodowi Polskiemu 2009[21]
- Najnowsze kłopoty z historią: publicystyka z lat 2008–2012, Poznań: Zysk i S-ka Wydawnictwo 2013[22]
- (redakcja) Afera „Żelazo” w dokumentach MSW i PZPR, wybór, wstęp i oprac. Witold Bagieński, Piotr Gontarczyk, Warszawa: Instytut Pamięci Narodowej – Komisja Ścigania Zbrodni przeciwko Narodowi Polskiemu 2013.
- biogram w Polski Słownik Biograficzny: Szkliniarz Paweł (2012).

## Filmografia
Współtworzył i udzielał wypowiedzi w filmach dokumentalnych:
- 2007: Odkryć prawdę, wypowiedzi autorskie
- 2008: Mord założycielski (spektakl Teatru Telewizji), konsultacja historyczna’[23]
- 2008: TW „Bolek”, wypowiedzi autorskie
- 2011: Betar, scenariusz i konsultacja naukowa
- 2009: Towarzysz generał, wypowiedzi autorskie[24][25]
- 2010: New Poland, wypowiedzi autorskie
- 2011: Towarzysz generał idzie na wojnę, wypowiedzi autorskie[26].